# Metaal omvormen
Metaal omvormen is de verzamelnaam van industriële bewerkingen waarbij metaal plastisch (blijvend) deformeert. Men noemt dit ook wel niet-verspanend bewerken.
De voordelen van omvormen zijn dat relatief veel materiaal effectief gebruikt wordt en dat het een snelle bewerking is, dit wil zeggen dat de arbeids- en machinetijd laag zijn. Beide zijn gunstig voor een lage kostprijs.

## Inleiding
Bij het omvormen komen diverse processen voor, onder andere :
- ponsen
- buigen
- dieptrekken
- strekken
- pletten

In principe zijn  al deze processen terug te voeren op het aanbrengen van een bepaalde spanningstoestand, op het moment dat een deeltje een spanning ondergaat die gelijk is aan de vloeispanning, begint het plastisch te deformeren. 
Neemt men een plaatje metaal in de hand en begint men voorzichtig te buigen, dan zal men merken dat in eerste instantie het materiaal terugveert zonder blijvende deformatie, echter, bij verder buigen zal op een bepaald moment echter een blijvende verandering ontstaan, de plastische vervorming. Tot aan het moment dat de vloeigrens bereikt wordt, spreekt men van elastische vervorming (niet-blijvend).
Om een product te maken, heeft men veelal te maken met een combinatie van processen die successievelijk worden toegepast.

## Industriële uitvoering
In de uitvoering als proces binnen een fabriek onderscheidt men vaak enerzijds de plaatwerkers, welke met kantpers, knipschaar en ponsmachines en "universele" gereedschappen producten maken. In de plaatwerkwereld wordt ook veel gebruikgemaakt van lasersnijden en plasmasnijden.
Aan de andere kant van het spectrum bevinden zich de stampers, welke met persen en "specifieke" gereedschappen producten maken. Hierbij kunnen ook nog tussenvormen zoals hydrovormen, explosievormen en rubberpersen optreden, waarbij een gedeelte van het gereedschap uitgevoerd is in gereedschapsstaal of hardmetaal en de druk geleverd wordt door een of ander medium.
Of men een bepaald product via de ene of de andere route maakt, hangt af van de productgeometrie, en de seriegrootte (het aantal producten dat men nodig heeft). Een aantal bewerkingen kunnen niet of nauwelijks uitgevoerd worden als plaatwerk, dus dan is de keuze voor specifieke gereedschappen eenvoudiger. Hetzelfde geldt voor dunne materialen (< 0,8 mm). Aan specifieke gereedschappen hangt echter een hoog kostenplaatje voor het gereedschap zelf, maar de productprijs per stuk is bij grote aantallen laag.